# Gymnopleurus barovskyi
Gymnopleurus barovskyi är en skalbaggsart som beskrevs av Kieseritsky 1928. Gymnopleurus barovskyi ingår i släktet Gymnopleurus och familjen bladhorningar. Inga underarter finns listade i Catalogue of Life.